# Haralambie Botescu

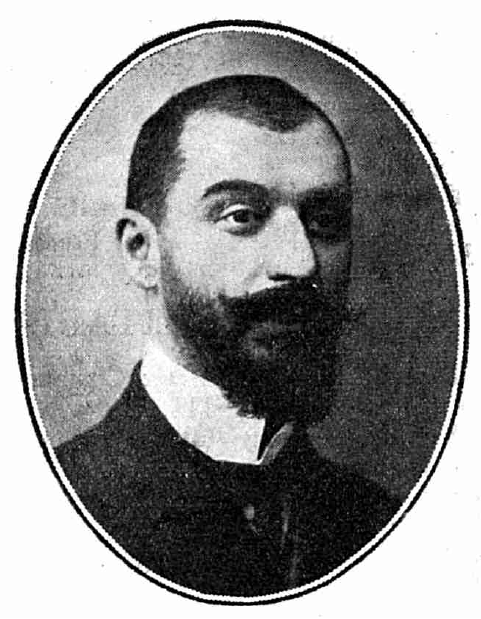
Dr. Haralambie Botescu - ajutor de primar la Bucureşti, 1910

Haralambie Botescu, (n. 13 august 1874, Aldeni, județul Buzău – d. 22 ianuarie 1917, Râmnicu Vâlcea) a fost unul dintre medicii eroi care au murit în Primul Război Mondial, pe timpul epidemiei de tifos exantematic.
Între 1891 și 1896, a urmat cursurile Facultății de Medicină din București, unde a susținut teza de doctorat cu titlul ,,Contribuțiuni la studiul anatomic al mușchiului extensor scurt dorsal al mâinii, mușchiul manios” (1900), obținând calificativul foarte bine.
A întemeiat „Institutul de Fizioterapie” din Călimănești, (1912) și Băile Govora (1914). A fost membru în consiliul de administrație al „Societății Govora-Călimănești” și a deținut funcția de administrator delegat al acesteia.